# 日本麥當勞

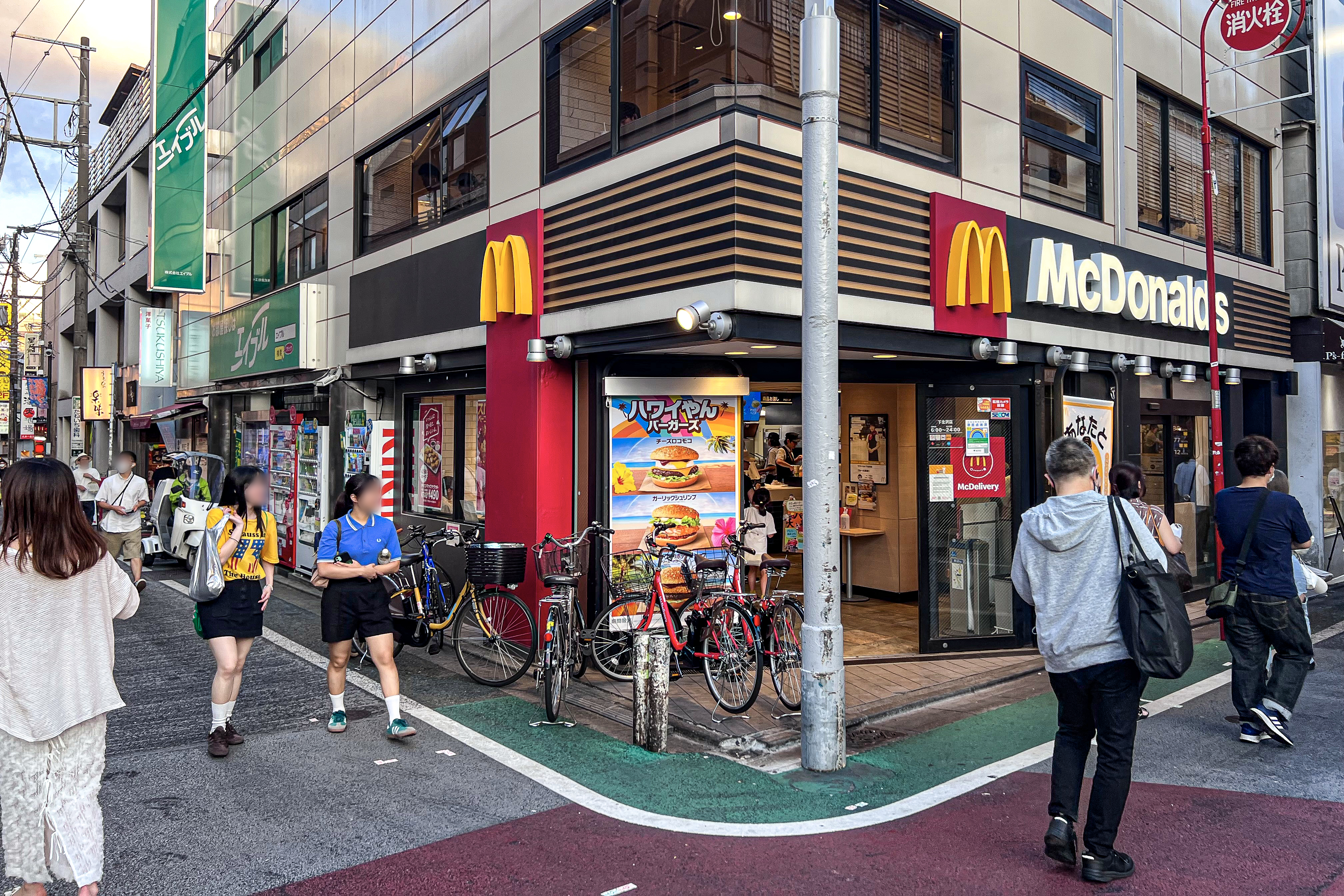
一家位於東京下北澤的麥當勞門市（攝於2023年）

日本麥當勞，全名日本麥當勞株式會社（日语：日本マクドナルド株式会社），是跨國速食餐廳麥當勞在日本業務的經營商，最早成立於1971年，2002年導入控股公司制度後，改制為日本麥當勞控股的全資子公司。現總部位於東京西新宿的新宿i-Land Tower。
截至2025年，日本有約3,000家麥當勞門市，在世界各地的的麥當勞排名第三，僅次於美國及中國。在1990年代後期至2000年代，日本麥當勞在日本的漢堡包市場佔有率曾達60%至70%。

## 外部連結
- 日本マクドナルド株式会社 （页面存档备份，存于）（日語）
  - 日本マクドナルド的Facebook專頁
  - 日本マクドナルド的X（前Twitter）
  - YouTube上的マクドナルド公式（McDonald’s）頻道
  - マクドナルド的Instagram帳戶
  - マクドナルド的TikTok
- 日本マクドナルドホールディングス株式会社 （页面存档备份，存于）（持株会社）（日語）